# Resolutie 377 Algemene Vergadering Verenigde Naties
Uniting For Peace (Nederlands: verenigen voor vrede) is de populaire naam van resolutie 377 van de Algemene Vergadering van de Verenigde Naties. 
Deze resolutie bepaalde dat in gevallen waarin de VN-Veiligheidsraad, als gevolg van onenigheid tussen zijn permanente leden, niet in staat is om in te staan voor de vrede en veiligheid, een zaak naar de Algemene Vergadering verplaatst kan worden.

## Achtergrond
Resolutie 377 was een initiatief van de Verenigde Staten, en was voornamelijk bedoeld om veto's van de Sovjet-Unie in de Veiligheidsraad te kunnen omzeilen door actie van de Algemene Vergadering mogelijk te maken.
De directe aanleiding tot de resolutie was dat de VN-ambassadeur van de Sovjet-Unie zijn plaats in de VN-Veiligheidsraad weer innam in 1950. In datzelfde jaar eindigde de "legestoelpolitiek" van de Sovjet-Unie. De Sovjet-Unie had namelijk eerder geweigerd haar plaats in te nemen in de Veiligheidsraad zolang de Volksrepubliek China niet als rechtmatige eigenaar van de Chinese zetel in de Verenigde Naties erkend werd. Door deze afwezigheid van de Sovjet-Unie waren de Verenigde Staten erin geslaagd hun optreden in de Koreaanse Oorlog onder VN-vlag te doen plaatsvinden.
Lijst ·  376 ·  377 ·  378 ·  379 ·  380 ·  381 ·  382 ·  383 ·  384 ·  385 ·  386 ·  387 ·  388 ·  389 ·  390 ·  391 ·  392 ·  393 ·  394 ·  395 ·  396 ·  397 ·  398 ·  399 ·  400 ·  401 ·  402 ·  403 ·  404 ·  405 ·  406 ·  407 ·  408 ·  409 ·  410 ·  411 ·  412 ·  413 ·  414 ·  415 ·  416 ·  417 ·  418 ·  419 ·  420 ·  421 ·  422 ·  423 ·  424 ·  425 ·  426 ·  427 ·  428 ·  429 ·  430 ·  431 ·  432 ·  433 ·  434 ·  435 ·  436 ·  437 ·  438 ·  439 ·  440 ·  441 ·  442 ·  443 ·  444 ·  445 ·  446 ·  447 ·  448 ·  449 ·  450 ·  451 ·  452 ·  453 ·  454 ·  455 ·  456 ·  457 ·  458 ·  459 ·  460 ·  461 ·  462 ·  463 ·  464 ·  465 ·  466 ·  467 ·  468 ·  469 ·  470 ·  471 ·  472 ·  473 ·  474 ·  475 ·  476 ·  477 ·  478 ·  479 ·  480 ·  481 ·  482 ·  483 ·  484 ·  485 ·  486 ·  487 ·  488 ·  489 ·  490 ·  491 ·  492 ·  493 ·  494 ·  495 ·  496 ·  497 ·  498 ·  499 ·  500 ·  501